# Randall Woodfield

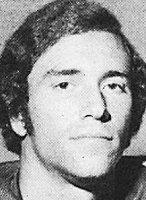
Randall Woodfield

Randall Brent 'Randy' Woodfield (Salem, 26 december 1950) is een Amerikaanse seriemoordenaar en pedofiel die veroordeeld werd voor drie moorden, meerdere pogingen tot moord en twee gevallen van sodomie. Hij wordt daarnaast gelinkt aan achttien andere dodingen en zestig gevallen van seksueel geweld. Woodfield staat ook bekend als de I-5 Bandit en de I-5 Killer, naar de snelweg van Washington naar Californië waarlangs hij zijn misdaden pleegde.

## Voorgeschiedenis
Woodfield was actief als moordenaar van 1979 tot in 1981, nadat hij in zijn adolescentie al tekenen vertoonde van niet-sociaal seksueel gedrag. Zijn naaktloperij werd vaak weggelachen, maar hij werd in die tijd ook tientallen keren opgepakt. In 1975 werd Woodfield veroordeeld tot tien jaar gevangenisstraf voor het dwingen van verschillende vrouwen tot fellatio onder bedreiging van een mes, waarna hij er met hun tas vandoor ging. Daarvan zat hij vier jaar uit.

## Misdaadgolf
Woodfield begon in 1979 met een twee jaar durende reeks van roofovervallen op benzinestations, ijsverkopers en huizen langs de Interstate 5-snelweg (I-5). Een aantal vrouwen die hij aanviel, verkrachtte of vermoordde hij, of allebei. De meeste vrouwen en jonge meisjes die hij aantrof (tot acht jaar jong) randde hij aan.
Woodfield werd op 3 oktober 1981 verhoord en twee dagen later hield de politie een huiszoeking in zijn woning. Weer twee dagen later volgde zijn arrestatie, nadat verschillende slachtoffers hem identificeerden van foto's. Woodfield werd op 26 juni 1981 veroordeeld tot een levenslange gevangenisstraf voor moord, plus negentig jaar voor zijn andere misdaden. In december werd daar nog 35 jaar bij opgeteld. Hij zit opgesloten in de Oregon State Penitentiary in Salem.
Voor dertien verdenkingen van moord werd Woodfield niet aangeklaagd vanwege de hoge kosten daarvoor en de wetenschap van de staat dat hij sowieso meer dan een eeuw vastzit.

## Dodelijke slachtoffers
Woodfields bij naam genoemde slachtoffers:
- Cherie Ayers - Werd op 9 oktober 1980 verkracht en vermoord met klappen op haar hoofd en messteken in haar nek.
- Darci Fix en Doug Altic - Werden in Altics woning doodgeschoten.
- Shari Hull en Beth Wilmot - Werden op 18 januari 1981 verkracht. Beth Wilmot overleefde de aanval.
- Donna Eckard (37) en haar 14-jarige dochter werden op 3 februari 1981 dood in hun huis aangetroffen. Het meisje was verkracht.
- Julie Reitz - Werd op 15 februari 1981 vermoord. Reitz was een voormalige vriendin van Woodfield.
- Sylvia Durante (21) - Gewurgd en gedumpt langs de I-5 in december 1979.
- Marsha Weatter (19) en Kathy Allen (18) werden in mei 1980 dood gevonden, nadat ze drie maanden daarvoor verdwenen tijdens het liften.

## In de media
- The I-5 Killer - Ann Rule (uitgebracht onder haar pseudoniem Andi Stark, boek)